# Korikoto
Korikoto o Karinkoto es una deidad del Panteón yoruba. Su nombre está compuesto por las palabras Kori (Orisha de los partos y deidad infantil), Konkoto (juguetes de los niños).
Es considerado en la Regla Osha-Ifà como una deidad infantil y es muy adorado por la Regla Arará, aunque, no obstante su culto se practica muy poco en Cuba es reconocido como el Orisha femenino de la fertilidad, está relacionado con la fecundación y los niños que nacen consagrados.
También se relaciona con un Espíritu del río que protege a los niños que se ahoguen por desobediencia a sus familias.

### Diluggún
Korikoto habla por el diloggún de Yemaya.

### Atributos
Los elekes de karikoto se confeccionan con nueces de palma, obbi y kolá.
Los atributos son una otá, maza de hierro con 7 o 9 puntas, bastón, una argolla, 2 tarritos de toro y su mano de caracoles.

### Ofrendas
A este Orisha se le inmola pollón blanco.